# Борисполец, Платон Тимофеевич
Платон Тимофеевич Борисполец (Бориспольц)  (1 апреля 1805, Гоголев, Черниговская губерния — 30 июня 1880, Санкт-Петербург) — русский живописец и литограф. Работал во многих жанрах — пейзажист, жанрист, портретист, также писал картины на библейские и исторические сюжеты и иконы. Почётный вольный общник ИАХ.

## Жизнепоисание
Платон Тимофеевич Борисполец получил военное образование в Санкт-Петербурге во Втором кадетском корпусе. Был выпущен офицером артиллерии в 1823 году. Одновременно он служил при арсенале, в штабе великого князя Михаила Павловича. При артиллерийской технической школе оборудовал мастерскую для занятий черчением, где собственноручно делал рисунки оружия. Также вёл бесплатные занятия по механике в воскресные дни. На молодого офицера обратил внимание великий князь Михаил Павлович, и тот стал известен лично императору Николаю І. Оставаясь на военной службе, он посещал классы академии художеств, где урывками изучал рисование и живопись. Очень скоро Борисполец получил свои первые награды за рисунки с натуры — малую и большую серебряные медали, и за живопись — вторую золотую медаль (1836 год).
После выхода в отставку с военной службы в 1839 году, Борисполец целиком посвятил себя живописи.

## Картины
- Фрегат «Аврора», 1844 г.